# Kaoru Sugita
Kaoru Sugita (杉田かおる), född 27 november 1964 i Shinjuku, Tokyo, japansk skådespelare, musiker och tarento.

## Filmografi
- 1999 – Dead or Alive